# Hummerfalle

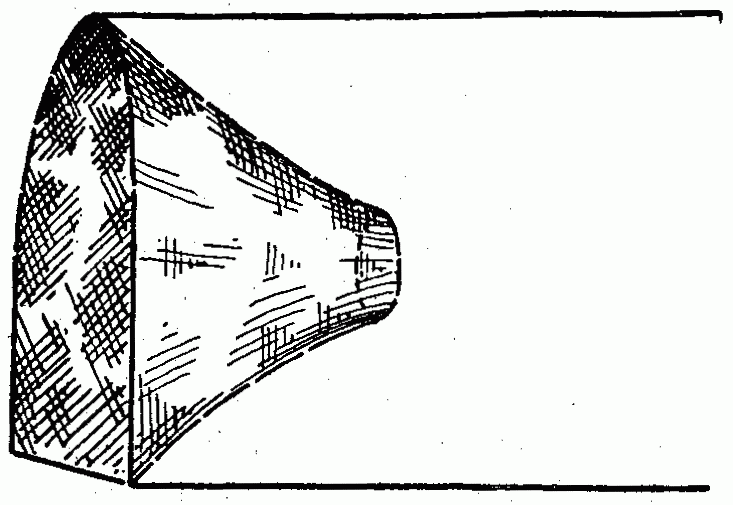
Skizze

Die Hummerfalle ist ein Fanggerät aus einem meist aus Draht gefertigten Käfig mit ein oder zwei Kammern zur Jagd auf Krebs-, überwiegend Krustentiere.
Ins Innere führt ein trichterartiges Loch. Das Loch befindet sich meistens an der Oberseite der Falle. Somit funktionieren die Fallen nach einem ähnlichen Prinzip wie Reusen. Mehrere Geräte werden oft mit einer Leine verbunden, an deren oberem Ende ein Schwimmkörper befestigt ist. Dieser erleichtert das Bergen der Fallen und kennzeichnet, wem die Fallen gehören.
Im eigentlichen Sinne des Begriffes handelt es sich nicht um eine Tierfalle, da ihr eine Selbstauslösevorrichtung fehlt, die eine Falle definiert.
Mit ihr werden viele Arten von Krebstieren (Crustaceen) im Meer gefangen, z. B. Hummer, Langusten, Krebse und Seespinnen. Als Köder werden sie mit Fisch- oder Tintenfischstücken bestückt. Anschließend werden die Fallen meist in Gebieten mit felsigen Grund ausgebracht. Da Hummer als Delikatesse gelten, werden sie stark befischt. Daher gibt es in vielen Ländern Fangquoten und einzuhaltende Mindestgrößen für den Fang. Crustaceen werden bis kurz vor dem Verzehr in der Regel lebend gehältert.